# Юдін Василь Сергійович
Ю́дін Васи́ль Сергі́йович (*11 січня 1923, село Кира, Читинська область) — організатор промислового виробництва в Удмуртії. Лауреат Державної премії СРСР (1977).
Закінчив Іркутський гірничо-металургійний інститут в 1950 році. Учасник Другої світової війни.
Працював в 1951 —1988 роках на Чепецькому механічному заводі в місті Глазові: інженер, начальник відділу, майстер, технолог цеху, начальник цеху цирконієвого виробництва.
Державна премія присуджена за розробку нової технології та організацію цирконієвого виробництва. Нагороджений орденом Трудового Червоного Прапора.